# Tipula tantula
Tipula tantula är en tvåvingeart som beskrevs av Alexander 1924. Tipula tantula ingår i släktet Tipula och familjen storharkrankar. Inga underarter finns listade i Catalogue of Life.